# Henry Cooper (senator)

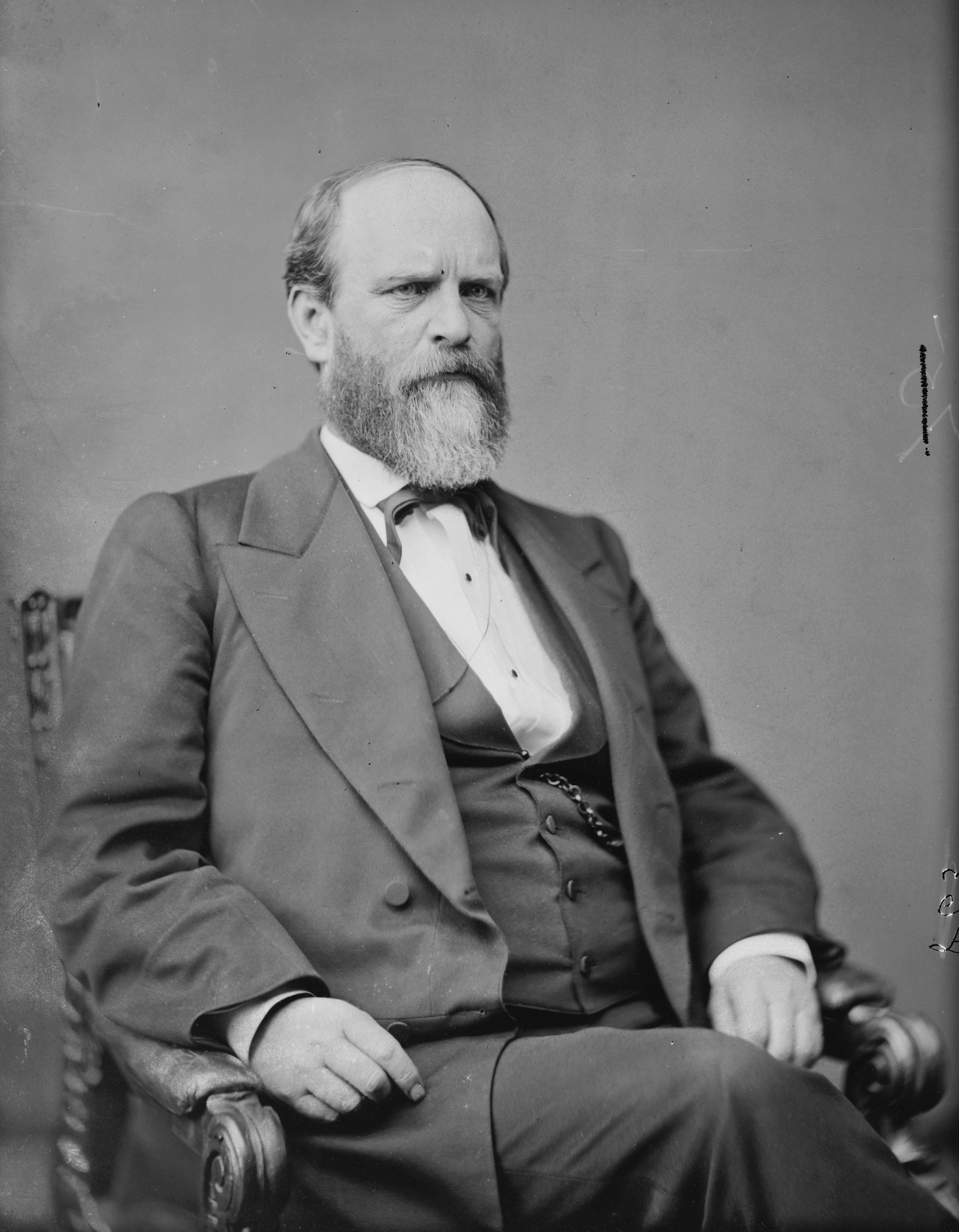
Henry Cooper

Henry Cooper, född 22 april 1827 i Columbia, Tennessee, död 4 februari 1884 i Tierra Blanca, Chihuahua, Mexiko, var en amerikansk demokratisk politiker och jurist. Han representerade delstaten Tennessee i USA:s senat 1871-1877.
Cooper studerade juridik och han inledde 1850 sin karriär som advokat i Shelbyville. Han var ledamot av Tennessee House of Representatives, underhuset i delstatens lagstiftande församling, 1853-1855 och 1857-1859. Han var domare 1862-1866.
Cooper var professor i juridik vid Cumberland School of Law i Lebanon, Tennessee 1866-1867. Han flyttade därefter till Nashville och återgick till arbetet som advokat. Han var ledamot av delstatens senat 1869-1870.
Senator Joseph S. Fowler bestämde sig för att inte kandidera till omval 1871. Delstatens lagstiftande församling valde Cooper till Fowlers efterträdare i senaten. Cooper kandiderade inte till omval efter en sexårig mandatperiod i senaten och efterträddes av Isham G. Harris.
Efter sin tid i senaten var Cooper verksam inom gruvindustrin i Mexiko. Han mördades av banditer. Cooper ligger begraven i Tierra Blanca men en minnessten finns på begravningsplatsen Shelbyville City Cemetery i Shelbyville, Tennessee.